# ATP Challenger Ottignies-Louvain-la-Neuve
Das ATP Challenger Ottignies-Louvain-la-Neuve (offizieller Name: BW Open) war ein zwischen 2023 und 2024 stattfindendes Tennisturnier in Ottignies-Louvain-la-Neuve, Belgien. Es war Teil der ATP Challenger Tour und wurde in der Halle auf Hartplatz ausgetragen.
Auch für 2025 stand das Turnier zunächst im Kalender, wurde dann aber aus finanziellen Gründen kurzfristig abgesagt. 2026 soll das Turnier laut Aussagen der Veranstalter aber wieder stattfinden.

## Liste der Sieger

### Einzel
| Jahr           | Sieger        | Finalgegner | Ergebnis |
| -------------- | ------------- | ----------- | -------- |
| 2025: abgesagt |               |             |          |
| 2024           | Leandro Riedi | Borna Ćorić | 7:5, 6:2 |
| 2023           | David Goffin  | Mikael Ymer | 6:4, 6:1 |

### Doppel
| Jahr           | Sieger                        | Finalgegner                | Ergebnis |
| -------------- | ----------------------------- | -------------------------- | -------- |
| 2025: abgesagt |                               |                            |          |
| 2024           | Luke Johnson Skander Mansouri | Sander Arends Sem Verbeek  | 7:5, 6:3 |
| 2023           | Romain Arneodo Sam Weissborn  | Roman Jebavý Adam Pavlásek | 6:4, 6:3 |